# Villarrín de Campos
Villarrín de Campos è un comune spagnolo di 528 abitanti situato nella comunità autonoma di Castiglia e León.